# Abelti
Abelti est un village d'Éthiopie.

## Histoire
C'est sur la route d'Abelti (Abalti dans le récit), que Jules Borelli est attaqué, le 7 juin 1888 par des Zingero, un peuple de l'Oromia.